# Peperomia purpurea
Peperomia purpurea är en pepparväxtart som beskrevs av Ruiz & Pav.. Peperomia purpurea ingår i släktet peperomior, och familjen pepparväxter. Inga underarter finns listade i Catalogue of Life.